# Takeru Kobayashi
Takeru Kobayashi (Nagano, 15 de marzo de 1978) es un comedor competitivo japonés miembro de la IFOCE. Tuvo el récord mundial de comer perros calientes durante seis años y es el comedor número uno en el ranking mundial.

## Récords

### Hotdogs
- 2001: 50 perros calientes en 12 minutos.[3]
- 2002: 50 1/2 perros calientes.[4]
- 2003: 44 1/2 perros calientes.[5]
- 2004: 53 1/2 perros calientes.[6]
- 2005: 49 perros calientes.[7]
- 2006: 53 3/4 perros calientes.[8]

### Hamburguesas
- 2004: 69 hamburguesas (récord mundial)[9]
- 2005: 67 hamburguesas.[10]
- En 2006 la marca de Kobayashi de 97 hamburguesas fue 28 hamburguesas más que el récord que él mismo había establecido en 2004 y 30 más que su marca anterior de 2005.[11]

### Otras comidas
- En un programa de FOX de 2003 Kobayashi compitió comiendo perros calientes contra un oso kodiak, el cual le ganó 50 a 31. Vídeo en YouTube
- El 13 de agosto de 2005 Kobayashi comió 83 Jiaozi de vegetal en ocho minutos.[12][13]
- Al día siguiente (14 de agosto) Kobayashi volvió a competir y se comió 100 bollos de pan chino en 12 minutos.[14]
- Kobayashi fue capaz de comer 57 cerebros de vaca, un total de 15 minutos.[15]
- En agosto de 2006 Kobayashi comió 58 salchichas bratwurst en 10 minutos.[16]
- Kobayashi se ha comido el equivalente a 9,07 kg de bolas de arroz en 30 minutos.[15]
- El 23 de septiembre de 2006, Kobayashi se ha comido 41 lobster rolls en 10 minutos.[15]

## Entrenamiento y técnicas
Kobayashi expande su estómago para una competición ingiriendo grandes y más grandes cantidades de comida días antes de competir. Sus ejercicios para quemar grasas no afectan su rendimiento.
Físicamente Kobayashi ha cambiado drásticamente desde sus primeras apariciones en competiciones. En sus primeras competiciones pesaba 50 kg, y en eventos más recientes pesaba 65 kg al final de las competiciones. Según su sitio web Kobayashi mide 1,73 m y pesa 75 kg, pero el 29 de junio de 2006 se publicó en su blog que había subido su peso hasta 89 kg, y que también ha subido su porcentaje de grasas. Según Kobayashi, su consumo diario es de 6000 calorías.